# Bullard
Bullard és una població dels Estats Units a l'estat de Texas. Segons el cens del 2006 tenia 1.562 habitants.

## Demografia
Segons el cens del 2000, Bullard tenia 1.150 habitants, 429 habitatges, i 326 famílies. La densitat de població era de 312,7 habitants/km².
Dels 429 habitatges en un 45,2% hi vivien nens de menys de 18 anys, en un 59,2% hi vivien parelles casades, en un 14,2% dones solteres, i en un 23,8% no eren unitats familiars. En el 22,4% dels habitatges hi vivien persones soles l'11,4% de les quals corresponia a persones de 65 anys o més que vivien soles. El nombre mitjà de persones vivint en cada habitatge era de 2,68 i el nombre mitjà de persones que vivien en cada família era de 3,15.
Per edats la població es repartia de la següent manera: un 30,7% tenia menys de 18 anys, un 7,6% entre 18 i 24, un 31,2% entre 25 i 44, un 21% de 45 a 60 i un 9,5% 65 anys o més.
L'edat mediana era de 33 anys. Per cada 100 dones de 18 o més anys hi havia 80,3 homes.
La renda mediana per habitatge era de 39.167 $ i la renda mediana per família de 47.647 $. Els homes tenien una renda mediana de 33.542 $ mentre que les dones 23.587 $. La renda per capita de la població era de 16.439 $. Aproximadament el 5,7% de les famílies i el 7,5% de la població estaven per davall del llindar de pobresa.

## Poblacions més properes
El següent diagrama mostra les poblacions més properes.